# Pu'er
Pu'ér (en chino:普洱市,pinyin: Pǔ'ěr shì) es una ciudad-prefectura en la provincia de Yunnan, República Popular China. Situada aproximadamente a 310 kilómetros de la capital provincial. Limita al norte y oeste con Lincang, al sur con Jinghong y al este con Gejiu. Su área es de 45 385 km² y su población es de 2,36 millones. 
El té Pu-erh es un producto importante de esta región. Una caída importante en el precio del té en 2007 causó graves dificultades económicas en la región.
El nombre de Pu'ér se remonta a 1729, pero fue cambiado a Simao (chino: 思茅) en 1950 después de la revolución comunista. El nombre original fue restaurado en 2007.

## Toponimia
Hay varias teorías sobre el nombre "Pu'er". Una explicación común es que "Pu'er" es un nombre en idioma hani y significa "lugar de meandros acuosos" o "lugar con montañas y agua", pero esta explicación es inconsistente con los antecedentes históricos de ese momento.
Durante el Reino de Dali, esta región se conocía como Bu'ri (步日). Después de que la dinastía Yuan destruyera el reino, se estableció un sistema de administración llamado Pu'ri (普日). Durante la dinastía Ming (1384), pasó a llamarse Pu'er (普洱). El erudito Wa Ni Ga investigó y descubrió que el nombre original de "Pu'er" era "Bu'ri", que era un apodo dado al pueblo lang por el pueblo Bunao del grupo étnico Va, y significa "mi hermano". fue escrito como "Paa'ex" en el idioma va .
El cambio de Bu (步) a Pu (普) pudo presentarse por pronunciación cercana, además en chino el sinograma Pu (普) significa "general/universal/común, mientras que Ri (日) significa sol/día, quedando en Pu'ri (普日). En la dinastía Ming, "Pu'ri" se cambió a "Pu'er", tal vez por influencia del  diccionario Shuowen que relaciona los caracteres chinos, los funcionarios vieron que "Pu" (普) se relaciona con Bai (白 blanco/vació) por el Radical 72, así que combinar "Pu" con "Ri" (日 'el día' -día y noche-) da como resultado "el día y la noche no tienen color". La gente usaba nombres locales de manera inapropiada, por lo que usaban el carácter pictográfico "er" o rimaban con él, por lo que "Ri" se cambió a "Er". 
Es posible que "Er" (洱) sea una referencia al lago Er (洱海) un lago ubicado en la Prefectura Dali en la frontera norte, el único efluente es el río Er occidental (西洱河) que baña la región del sur.  Pu'er significaría "el agua es para todos" o el "agua es universal".

## Administración
La ciudad-prefectura de Pu'ér se divide en 1 distrito y 9 condados autónomos.
- Distrito Simao 思茅区
- Condado autónomo Ning'er Hani y Yi 宁洱哈尼族彝族自治县
- Condado autónomo Mojiang Hani 墨江哈尼族自治县
- Condado autónomo Jingdong Yi 景东彝族自治县
- Condado autónomo Jinggu Dai y Yi 景谷傣族彝族自治县
- Condado autónomo Zhènyuán Yízú Hānízú 镇沅彝族哈尼族拉祜族自治县
- Condado autónomo Jiangcheng Hani y Yi 江城哈尼族彝族自治县
- Condado autónomo Menglian Dai, Lahu y Va 孟连傣族拉祜族佤族自治县
- Condado autónomo Lancang Lahu 澜沧拉祜族自治县
- Condado autónomo Ximeng Va 西盟佤族自治县

## Clima
| Parámetros climáticos promedio de Pu'er (1971−2000) | Parámetros climáticos promedio de Pu'er (1971−2000) | Parámetros climáticos promedio de Pu'er (1971−2000) | Parámetros climáticos promedio de Pu'er (1971−2000) | Parámetros climáticos promedio de Pu'er (1971−2000) | Parámetros climáticos promedio de Pu'er (1971−2000) | Parámetros climáticos promedio de Pu'er (1971−2000) | Parámetros climáticos promedio de Pu'er (1971−2000) | Parámetros climáticos promedio de Pu'er (1971−2000) | Parámetros climáticos promedio de Pu'er (1971−2000) | Parámetros climáticos promedio de Pu'er (1971−2000) | Parámetros climáticos promedio de Pu'er (1971−2000) | Parámetros climáticos promedio de Pu'er (1971−2000) | Parámetros climáticos promedio de Pu'er (1971−2000) |
| Mes                                                 | Ene.                                                | Feb.                                                | Mar.                                                | Abr.                                                | May.                                                | Jun.                                                | Jul.                                                | Ago.                                                | Sep.                                                | Oct.                                                | Nov.                                                | Dic.                                                | Anual                                               |
| --------------------------------------------------- | --------------------------------------------------- | --------------------------------------------------- | --------------------------------------------------- | --------------------------------------------------- | --------------------------------------------------- | --------------------------------------------------- | --------------------------------------------------- | --------------------------------------------------- | --------------------------------------------------- | --------------------------------------------------- | --------------------------------------------------- | --------------------------------------------------- | --------------------------------------------------- |
| Temp. máx. media (°C)                               | 20.6                                                | 22.9                                                | 26.4                                                | 28.2                                                | 28.0                                                | 27.1                                                | 26.3                                                | 26.7                                                | 26.1                                                | 24.6                                                | 21.8                                                | 19.6                                                | 24.9                                                |
| Temp. mín. media (°C)                               | 6.8                                                 | 7.8                                                 | 10.3                                                | 13.7                                                | 17.2                                                | 19.4                                                | 19.4                                                | 19.1                                                | 18.2                                                | 16.0                                                | 12.2                                                | 8.2                                                 | 14.0                                                |
| Lluvias (mm)                                        | 13.4                                                | 18.3                                                | 23.9                                                | 51.0                                                | 150.8                                               | 219.5                                               | 324.3                                               | 309.6                                               | 167.8                                               | 125.4                                               | 73.6                                                | 19.6                                                | 1497.2                                              |
| Días de lluvias (≥ 0.1 mm)                          | 4.1                                                 | 4.0                                                 | 4.8                                                 | 10.3                                                | 17.6                                                | 22.6                                                | 25.9                                                | 24.4                                                | 19.8                                                | 15.6                                                | 9.2                                                 | 5.3                                                 | 163.6                                               |
| Horas de sol                                        | 226.4                                               | 221.6                                               | 237.0                                               | 220.3                                               | 188.2                                               | 120.2                                               | 98.2                                                | 112.9                                               | 127.4                                               | 149.8                                               | 149.4                                               | 187.0                                               | 2038.4                                              |
| Humedad relativa (%)                                | 78                                                  | 71                                                  | 64                                                  | 67                                                  | 76                                                  | 84                                                  | 87                                                  | 87                                                  | 85                                                  | 84                                                  | 84                                                  | 82                                                  | 79.1                                                |
| Fuente: China Meteorological Administration         |                                                     |                                                     |                                                     |                                                     |                                                     |                                                     |                                                     |                                                     |                                                     |                                                     |                                                     |                                                     |                                                     |